# Neophilydor erythrocercum
El ticotico lomirrufo, (Neophilydor erythrocercum), también denominado hojarasquero anteado (en Colombia), limpiafronda lomirrufa (en Ecuador,  limpia-follaje de lomo rufo (en Perú) o ticotico de rabadilla rufa, es una especie de ave paseriforme de la familia Furnariidae, perteneciente al género Neophilydor, anteriormente incluida en el género Philydor. Es nativo de la cuenca del Amazonas y del escudo guayanés en América del Sur.

## Distribución y hábitat
Se distribuye desde el sur de Colombia, hacia el este, por el centro sur y este de la Amazonia brasileña, y nuevamente hacia el noreste por Guyana, Surinam y Guayana francesa; y hacia el sur por el este de Ecuador, este de Perú, hasta el centro norte de Bolivia.
Esta especie es considerada bastante común en su hábitat natural, los niveles bajo y medio del bosque húmedo de la Amazonia, en tierras bajas, principalmente de terra firme y elevaciones hasta de 1300 m de altitud y en Perú y Bolivia hasta los 1600 m.

## Descripción
El ticotico lomirrufo mide 14 y 15 cm de longitud y pesa entre 18 y 31 g. Es un ticotico bastante pequeño y de colores apagados, con la cola notoriamente contrastante. Su cabeza y alas son de color pardo grisáceo. Tiene anillo ocular blancuzco y dos líneas postoculares delgadas blancas y negras. Su garganta blancuzca y partes inferiores son de color crema con flancos grises. El dorso es pardo oliva y la cola y la grupa rufas ferruginosas.

### Vocalización
Canta repetidamente cuatro o cinco notas agudas «shrii» y llama con un abrupto y estridente «whiiik».

## Sistemática

### Descripción original
La especie N. erythrocercum fue descrita por primera vez por el ornitólogo austríaco August von Pelzeln en 1859 bajo el nombre científico Anabates erythrocercus; su localidad tipo es: «Manaus, Brasil».

### Etimología
El nombre genérico neutro «Neophilydor» se compone de la palabra del griego «neos», que significa ‘nuevo’, ‘diferente’, y del género Philydor, que por su vez se compone de las palabras del griego « φιλος philos» que significa ‘que ama’, y «ὑδωρ hudōr, ὑδατος hudatos» que significa ‘agua’; y el nombre de la especie «erythrocercum», se compone de las palabras del griego «eruthros» que significa ‘rojo’  y «kerkos» que significa ‘cola’. El nombre de la especie a veces se escribe erythrocercus, pero debe concordar con la neutralidad del género.

### Taxonomía
Esta especie tiene como pariente más próximo a Neophilydor fuscipenne, y anteriormente fueron tratadas como conespecíficas. Las dos especies tradicionalmente hicieron parte del género Philydor que los estudios genético-moleculares de Derryberry et al. (2011) ya revelaban ser altamente polifilético. Las dos especies P. erythrocercum y P. fuscipenne no eran ni cercanamente parientes de Philydor atricapillus, la especie tipo del género; lo que fue posteriormente confirmado por estudios más recientes de Harvey et al. (2020).
Las afinidades exactas del clado formado por P. erythrocercum y P. fuscipenne no están totalmente definidas, mientras Derryberry et al. (2011) muestran que el par es hermano de Megaxenops, Harvey et al. (2020) muestran que es hermano de Anabazenops. De cualquier forma se estima que son divergentes de ambos entre diez y seis millones de años respectivamente; fenotípicamente también no se encajan, P. erythrocercum y P. fuscipenne tienen picos menores, alas más alargadas, colas más cuadradas, y tarsos más cortos comparados a Megaxenops y Anabazenops.
Por lo tanto la solución más obvia encontrada por los ornitólogos para separar el par, y dado que no había ningún nombre genérico disponible, fue describir un nuevo género: Neophilydor. La separación en el nuevo género fue adoptada por las principales clasificaciones y reconocida por el Comité de Clasificación de Sudamérica (SACC) en la Propuesta No 991.
La distintiva subespecie montana ochrogaster ha sido tratada como especie separada, pero difiere apenas por su lista superciliar, garganta y área malar de color crema pálido y no blanquecino sucio, y las partes inferiores ligeramente mescladas de gris y las correspondientes partes dorsales inferiores y cobertoras alares de color menos cálido; el canto es aparentemente similar al de la nominal, si no indistinguible. El plumaje de la subespecie lyra varia clinalmente su coloración de oeste a este.

### Subespecies
Según las clasificaciones del Congreso Ornitológico Internacional (IOC) y Clements Checklist/eBird se reconocen cinco subespecies, con su correspondiente distribución geográfica:
- Neophilydor erythrocercum erythrocercum (Pelzeln, 1859) – las Guayanas y noreste de Brasil (al este desde el río Negro, al sur hasta el río Amazonas.
- Neophilydor erythrocercum subfulvum (P.L. Sclater, 1862) – sur de Colombia (hacia el sur desde el oeste de Meta), este de Ecuador y norte de Perú (al norte del río Amazonas, oeste del río Ucayali).
- Neophilydor erythrocercum suboles (Todd, 1948) – sureste de Colombia (Amazonas) y noroeste de Brasil (al norte del río Amazonas y al este del Negro).
- Neophilydor erythrocercum lyra (Cherrie, 1916) – oriente amazónico de Perú (al sur del río Amazonas y este del Ucayali), Brasil (al este, al sur del río Amazonas, hasta el norte de Maranhão, al sur hasta Mato Grosso) y norte de Bolivia (Pando, norte de Beni).
- Neophilydor erythrocercum ochrogaster (Hellmayr, 1917) – Andes desde el centro de Perú (al sur desde Huánuco) hacia el sur hasta el centro norte de Bolivia (al sur hasta Cochabamba, con registros visuales al noroeste de Santa Cruz).